# Simon Beeck

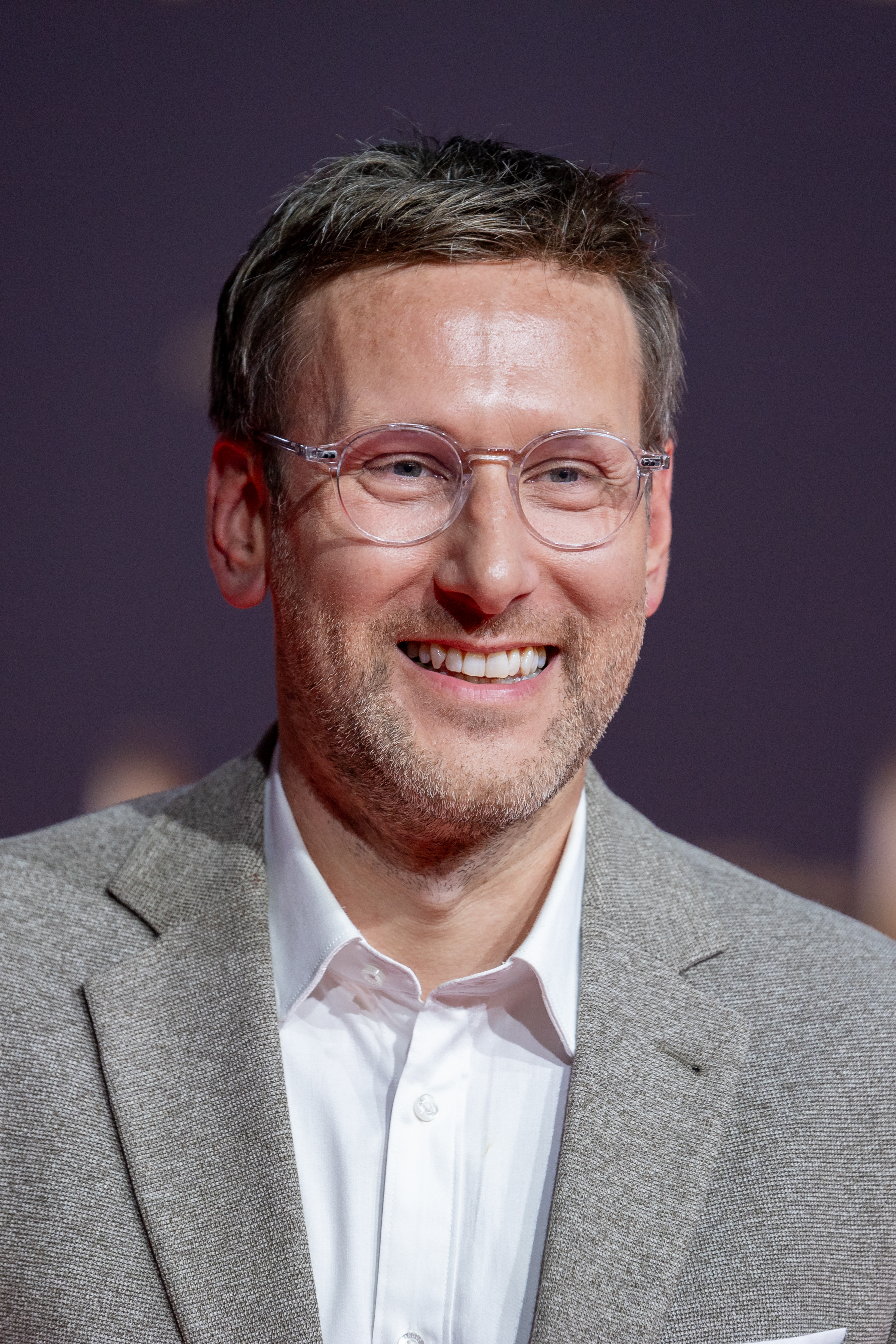
Simon Beeck, 2024

Simon Beeck (* 7. Februar 1980 in Görlitz) ist ein deutscher Fernseh- und Radiomoderator.

## Biografie

### Radio
Beeck ist bereits, seitdem er 15 Jahre alt war, im Radio tätig. Während seines Abiturs in Bremerhaven moderierte er beim Bürgerradio Offener Kanal Bremerhaven. Anschließend absolvierte er ab 2000 ein zweijähriges Hörfunkvolontariat bei Radio Wir von hier in Bremen in der Morningshow. Von 2002 bis 2011 moderierte Beeck bei Bremen Vier (Radio Bremen).
Seit Oktober 2008 ist er zudem auf 1 Live (WDR) zu hören. Hier moderierte er bis zum April 2011 alle zwei Wochen die Nachmittagsshow Beeck & Böhmermann zusammen mit Jan Böhmermann und das Allerbeste am Samstag. Im Sommer 2011 moderierte er gemeinsam mit Tobias Schlegl, Linda Zervakis und Joko Winterscheidt im Wechsel das Sommerprogramm des Senders. Ab April 2012 sendete er wochentags von 14 Uhr bis 18 Uhr im Wechsel mit Schlegl und Chris Guse an seiner Seite. Als Nachfolger für Schlegl kam im Mai 2013 Jeannine Michaelsen. Zusammen moderierten die beiden bis April 2015. Ab August 2013 moderierte Tina Middendorf anstelle von Guse mit Beeck die Sendung am Nachmittag bei 1 Live.
Seit Januar 2018 moderiert er nach über zehn Jahren Doppel-Moderation wieder alleine das Programm von 10 bis 14 Uhr.
Beeck moderierte von 2003 bis 2006 auch die ARD-Popnacht aus Bremen.

### Fernsehen
Seit 2012 arbeitet Simon Beeck auch als Moderator im Fernsehen. Seine Sendung Kampfansage belegte Platz 2 im TV Lab bei ZDFneo. Im November 2014 moderierte er anlässlich des 25-jährigen Geburtstages von Geld oder Liebe die Jubiläumssendung im WDR Fernsehen. Im August 2015 moderierte er im Rahmen der Innovationswochen des WDR die zweistündige Nachmittagssendung „Couch Club“.
Im Dezember 2013 und im Dezember 2014 moderierte Beeck zusammen mit Jeannine Michaelsen die Preisverleihung der 1 Live Krone, die u. a. im Ersten übertragen wurde. 2015 präsentierte er den nach Senderangaben größten Radioaward Deutschlands zusammen mit Tina Middendorf. Im Januar 2016 führte er zusammen mit Michaelsen durch die Doku Ich will Liebe im WDR Fernsehen.
Im Oktober 2018 wechselte Beeck zu Sat.1 und präsentierte die Sendung Dinner Party – Mein Song, Dein Song. Gäste des Musik-Talk-Formats waren unter anderem Clueso, Samy Deluxe, Wolfgang Niedecken, Joris, Revolverheld, Bosse, Eko Fresh und Sebastian Krumbiegel von den Prinzen.
Von 2019 bis 2020 moderierte er als Gastgeber die Sendung Dinner Party – Der Late-Night-Talk in Sat.1 und empfing jede Woche einen prominenten Gast, mit dem er über dessen Leben sprach.
Im September 2019 übernahm Beeck beim Reality-TV-Format Love Island den Job des Off-Sprechers und Kommentators.
Im März 2022 wurde Beecks Wechsel zu RTL bekannt, bei welchem er die Morgenmagazine Punkt 6, Punkt 7 sowie Punkt 8 moderiert.